# Sudarat Keyuraphan
Sudarat Keyuraphan (in thailandese สุดารัตน์ เกยุราพันธุ์, [sù(ʔ).dāː.rát kēː.jú(ʔ).rāː.pʰān]; Bangkok, 1º maggio 1961) è una politica thailandese, nonché ex-presidente del Comitato strategico del partito Partito Pheu Thai.
Ha ricoperto vari incarichi nel gabinetto e ha servito più mandati come membro del Parlamento. È stata la candidata a Primo ministro del suo partito alle elezioni parlamentari in Thailandia del 2019. Nel 2020 ha lasciato Pheu Thai e ha fondato il partito Thai Srang Thai.

## Biografia
Nata a Bangkok nel 1961, il padre era ex membro del parlamento per la Provincia di Nakhon Ratchasima. Suradat conseguì una Bachelor's degree presso l'Università di Chulalongkorn e un Master in business administration presso il Sasin Graduate Institute of Business Administration. Nel 2018 consegue il Dottorato di ricerca in studi buddhisti presso l'Università Mahachulalongkornrajavidyalaya.
In seguito si sposò con Somyos Leelapunyalert, un imprenditore immobiliare con il quale ebbe tre figli: Phumphat, Peeraphat, e Yossuda.

### Carriera politica
Sudarat iniziò la carriera politica con il partito Palang Dharma, con il quale fu eletta deputata per il distretto 12 di Bangkok nelle elezioni del marzo 1992. Venne rieletta nel settembre dello stesso anno e fu nominata vice portavoce del governo di Chuan Leekpai.
Nel 1994 fu nominata segretario generale del partito Palang Dharma e vice-ministro dei trasporti. Nelle elezioni del 1995 venne rieletta deputata e venne nominata vice-ministro dell'interno per il governo di Banharn Silpa-archa. L'anno successivo fu l'unico membro di Palang Dharma a essere eletto deputato.
Nel 1998 fondò insieme a Thaksin Shinawatra e altri ventuno politici il partito Thai Rak Thai, di cui divenne vice leader. Alle trionfali elezioni del 2001 venne eletta membro del Parlamento e fu quindi nominata ministro della sanità pubblica il 17 febbraio 2001, sotto il governo Thaksin. Fu poi coinvolta in uno scandalo di lunga durata riguardante l'acquisto di computer troppo cari per gli ospedali da parte del Ministero della sanità pubblica.

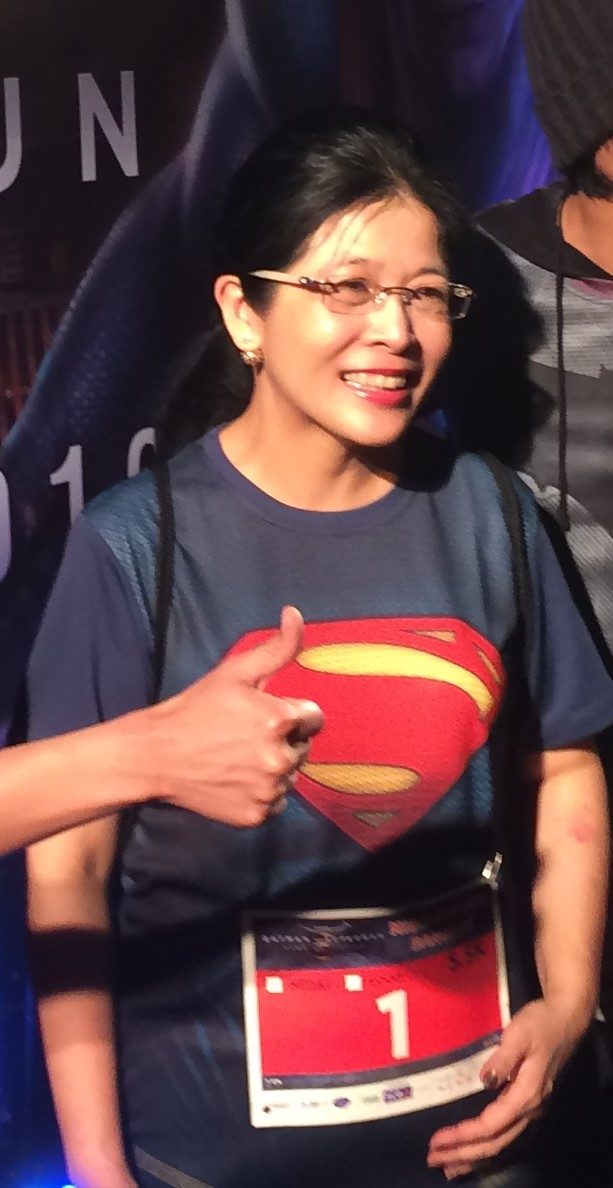
Sudarat nel 2016

Le elezioni del 2005 videro Thai Rak Thai vincitore con oltre il 61% dei voti: Sudarat venne nominata ministro dell'agricoltura e delle cooperative, posizione persa in seguito al colpo di Stato del settembre 2006. Dopo il golpe, Thaksin rimase a vivere in esilio all'estero mentre Sudarat fu uno dei centoundici membri esecutivi del Thai Rak Thai banditi dalle attività politiche per cinque anni.
Tornò in politica in occasione delle elezioni del 2019 per essere eletta deputato alla Camera e fu scelta come candidato primo ministro per il Pheu Thai, partito facenta capo a Thaksin. Nonostante Pheu Thai avesse ottenuto maggiori seggi elettorali rispetto agli altri partiti, non conquistò alcun seggio nelle liste di partito. Le elezioni furono vinte dalla coalizione guidata dal Partito Palang Pracharath dell'ex generale e dittatore Prayut Chan-o-cha; i risultati furono aspramente contestati dall'opposizione e da diversi osservatori, secondo i quali il voto era stato falsato da frodi elettorali che comprendevano irregolarità eseguite dalla commissione elettorale, errori nel conteggio delle schede elettorali, pressioni dei militari sugli elettori perché votassero i partiti loro alleati, acquisto di voti e altre irregolarità alle urne.
Nel novembre 2020, Sudarat lasciò Pheu Thai e il mese successivo fondò il Partito Thai Srang Thai. Secondo i vertici di Pheu Thai, Sudarat avrebbe comunque mantenuto la linea politica del vecchio partito; la stampa ipotizzò che la fondazione di Thai Srang Thai fosse una manovra politica di Thaksin per ottenere un maggior numero complessivo di voti frazionando Pheu Thai con la creazione di partiti minori che lo appoggiassero alle elezioni che si sarebbero svolte nel marzo 2023.
Fu uno dei sei deputati eletti nelle file di Thai Srang Thai alle elezioni del 2023 che videro il successo di Kao Klai, il partito progressista erede del Partito del Futuro Nuovo che era stato la rivelazione alle elezioni del 2019 e che l'anno successivo era stato clamorosamente sciolto dalla Corte Costituzionale con una sentenza che aveva dato il via alle grandi proteste in Thailandia del 2020-2021. Kao Klai aveva vinto le elezioni ed era guidato da Pita Limjaroenrat, la cui nomina a primo ministro alla guida di una coalizione comprendente diversi partiti tra cui Pheu Thai e Thai Srang Thai fu resa impossibile dal voto contrario dei senatori nominati dalla giunta militare. Qualche giorno dopo Sudarat Keyuraphan confermò l'appoggio dato alla candidatura di Pita a primo ministro, fece sapere che non si sarebbe mai alleata con la dittatura militare e rassegnò le dimissioni da parlamentare – pur rimanendo alla guida di Thai Srang Thai – per fare posto ad altri membri del partito.
Il mese dopo Pheu Thai formò una nuova coalizione con altri partiti tra cui i tradizionali avversari di Bhumjaithai con l'aggiunta di Palang Pracharath e Ruam Thai Sang Chart, i partiti associati ai militari. Grazie al voto favorevole dei senatori, questa coalizione fu in grado di formare un nuovo governo che fu affidato al primo ministro Srettha Thavisin.